# Ceriagrion oblongulum
Ceriagrion oblongulum – gatunek ważki z rodziny łątkowatych (Coenagrionidae).